# Марко Поповић (археолог)
Марко Поповић (Ужице, 7. фебруар 1944 — Београд, 20. август 2020) био је српски археолог и универзитетски професор.
Поповић је био један од водећих ауторитета за српско средњовековље, објавио је 280 публикација, од чега преко 19 монографија. Предавао је на неколико факултета у земљи и иностранству. Био је члан-оснивач Удружења за културу, уметност и међународну сарадњу „Адлигат” и председник Српског археолошког друштва.

## Биографија
Рођен је у угледној ужичкој породици. Његов отац и деда имали су успешну столарску радионицу односно фабрику паркета и ролетни. Породица је по завршетку рата имала потешкоћа због подршке Југословенској војсци у отаџбини.
Завршио је основне а потом и магистарске студије са темом Две црквене грађевине 11-12. века y околини Требиња и докторирао 1980. са дисертацијом Настанак и развој фортификације Београдске тврђаве на Филозофском факултету у Београду, на Одељењу за археологију.
Преко педесет година је радио као археолог на разним утврђењима и сакралним објектима. Учествовао је у низу археолошких истраживања у Србији и региону, као вођа ископавања или члан тима.
Посебно је заслужан за археолошке радове на Тврђави Ново Брдо током којих је утврђено да се не ради, како се раније мислило, о византијском наслеђу, већ аутентичном архитектонском подухвату српских владара.
Руководио је ископавањима на Београдској тврђави, Тврђави у Смедереву и Расу.
Кроз своје радове разјаснио је недоумице које су постојале у археолошкој науци везане за Манастир Студеницу, Манастир Милешеву и цркву Светог Николе на Новом Брду. Дошао је нових сазнања о граничном подручју између Византије, Бугарске и Србије у раном средњем веку, са тврђавом Рас изнад Пазаришта и Градином у Врсеницама код Сјенице као епицентрима политичких и војних дешавања.
Поповић је био активан на обнови ентеријера зграде Народне Скупштине, након штете која је нанета током демонстрација 5. октобра 2000. у Београду.
Поред археолошког рада, Поповић је дао значајан допринос развоју хералдике и сигилографије (науке о изради и употреби печата на повељама и писмима).
Активно се бавио популаризацијом науке, пре свега кроз књиге Приватни живот у српским земљама средњег века и Свакодневни живот у средњовековној Србији издавачке куће „Клио”, као и научнопопуларне едиције Овако се живело Креативног центра.
Године 1993. као гостујући професор одржао је циклус предавања на СНРС (Centre nationale de recherches sciantifique) у Паризу.
Био је научни саветник Археолошког института у Београда, чији је члан био од 1976. до пензионисања.
Обављао је функцију председника Српског археолошког друштва (1987−1990), председника управног одбора Завода за заштиту споменика културе града Београда, Комисије за споменике од изузетног значаја и српска културна добра у иностранству при Министарству културе (2008−2013). Такође је био члан одбора за историју Босне и Херцеговине САНУ.
Као познавалац Београдске тврђаве, радио је на стварању анимације, 3Д приказа и макета тврђаве.
Аутор је око 280 публикација, од чега 19 монографија. Пре смрти приредио је за штампање још две монографије: Утврђења средњовековног града Новог Брда (са Горданом Симић) и Манастир Шудикова у Будимљи (са Даницом Поповић).
Као аутор и уредник писао је за неколико новина и магазина у Србији а у периоду 1988—1990 био је уредник Гласника Српског археолошког друштва.
Написао је више одредница у Лексикону српског средњег века (1999) и Српској енциклопедији, I-III
Био је изразито против мегаломаније, митова и научно неутемељених закључака колега у историјској или археолошкој науци.
У Новембру 2020. на Калемегдану је постављен новооткривени сачувани део скулптуре Пашка Вучетића Споменик Карађорђу на Калемегдану назван Слепи гуслар, који је чинио саставни део композиције споменика који је срушен у Првом светком рату. На откривању споменика званичници су објавили да је споменик пронађен захваљујући др Поповићу у депоу Музеја града Београда, као и да је од њега потекла иницијална идеја за поновно постављање новооткривеног споменика.
Поповић је био члан Удружења за културу, уметност и међународну сарадњу „Адлигат”, коме је поклонио ретке и старе књиге из библиотеке својих предака.

## Руковођење значајнијим археолошким истраживањима
- Београдска тврђава, од 1968. до 2014.
- Руковођење Научноистраживачким пројектом за Београдску тврђаву од 1981. до 2003.
- Смедеревска тврђава, до 1981.
- Тврђава Рас, од 1972. до 1995.
- Градина у Врсеницама - касноантичко и раносредњовековно утврђење, од 1995. до 2001.
- Манастир Студеница, од 1989. до 2014.
- Ново Брдо - средњовековни утврђени град од 2015. до 2016.
- Бачка тврђава
- Браничево

Касноантичка утврђења у југозападној Србији:
- Јужац
- Шароње
- Калудрађ
- Рогатац
- Златни Камен
- Рамошево
- Островица

Сакралне грађевине:
- Манастирских комплекса Паник и Св. Петар де Кампо код Требиња
- Манастир Павловац
- Манастир Св. Варваре на Рељиној градини код Новог Пазара
- Комплекса манастира Студеница
- Куманица на Лиму

## Награде
- Октобарска награда града Београда,са групом аутора, 1974.
- Октобарска награда града Београда, са групом аутора, 1976.
- Октобарска награда града Београда, за монографију о Београдској тврђава, 1983.
- Награда града Новог Пазара, 1985.
- Награда града Ужица „С. Пенезић – Крцун”, 1989.
- Априлска награда града Београда, за монографију Комплекс средњовековне митрополије у Београду, 2005.
- Орден Круне I степена, краљевски дом Карађорђевића, 2018.
- Велика повеља града Ужица, за заслуге и дела које доприносе укупном развоју Града, 2019.[14]
- Сретењски орден III степена, Република Србија, 2020.

### Монографије
- Маглички замак[15]
- Историја Београда, коаутор, 1974.
- Београдска тврђава, 1982.
- Стари град Рас, 1987.
- Историја Ужице, 1989.
- Ужички град, 1995.
- Хералдички симболи на јавним здањима Београда, 1997.[16]
- Тврђава Рас, 1999.
- Средњовековна утврђења y Србији / Fortifications in Serbia, коаутор са Горданом Симић, 2003.
- Комплекс средњовековне митрополије у Београду, коаутор са Весном Бикић, 2004.
- Црква Ce. Николе у Станичењу, коаутор ca С. Габелић, Б. Цветковићем и Б. Поповићем, 2005.
- Градина и Врсеницама - касноантичко и српско раносредњовековно утврђење, коаутор ca В. Бикић, 2009.
- Историја приватног живота y Срба од средњег века до савременог доба, коаутор ca М.Тимотијевић и М. Ристовић, 2011.
- Маглички замак, 2012.[15]
- Смедеревски град, 2013[17]
- Манастир Студенца-археолошка открића, 2015.[18]
- Daily life in Medieval Serbia, коаутор, 2016.[19][20]
- Црква Светог Николе - Катедрала града Новог Брда, 2018.[21]
- Почеци барокне војне архитектуре на Београдској тврђави, 2019.[22]
- Утврђења средњовековног града Новог Брда, коаутор са Горданом Симић, 2020.

Са супругом, византологом Даницом Поповић написао је:
- Манастир Куманица на Лиму, 2004.[23]
- Испоснице манастира Милешева
- Мироточиви гроб Светог Симеона у Студеници
- Келије манастира Св. Николе у Дабру
- Гробови црквених поглавара у манастиру
- Манастир Шудикова у Будимљи, 2020.

Написао је и две мале монографије за школску децу:
- Одбрана и војевање, 2008.
- Двор владара u властеле, 2011.

### Студије, чланци, прикази
Студије и прилози
- Утврђене средњовековне капије на Североисточном бедему Београдског града, Београдска тврђава IV, Завод за заштиту споменика културе града Београда 1970.
- Manastir Sv. Petra de Campo, Glasnik Zemaljskog muzeja u Sarajevu 28, 1973, 313-338.
- Crkvina u Paniku, Glasnik Zemaljskog muzeja u Sarajevu 28, 1973, 347-363.
- Arheološka istraživanja srednjovekovnog grada Rasa, Vesnik Vojnog muzeja 18, 1972, 27-60. /sa D. Pribakovićem/.
- Реконструкција плана фортификација Београдске тврђаве 1717. године, Годишњак града Београда 20, 1973, 189-200.
- Развој фортификација Београдског града y XV веку, у: Историја Београда I, Београд 1974, 307-312.
- Подручје Кнез Михаилове улице y склопу урбаног језгра римског Сингидунума, Кнез Михаилова улица, заштита наслеђа - уређење простора, Каталог Галерије САНУ 26, 1975, 10-14.
- Подручје Кнез Михаилове улице y средњем веку, Каталог Галерије САНУ 26, 1975, 15-16.
- La découverte d’un dépôt de monnaie du roi Stephane Radoslav dans la fortresse de Ras, in: Kovnice i kovanje antičkog i srednjovekovnog novca, Narodni muzej Beograd 1976, 115-119.
- Nalazi oružja iz utvrdenja grada Rasa, Vesnik Vojnog muzeja 22, 1976, 25-47. /sa D. Pribakovićem/.
- Налази новца краља Стефана Радослава из утврђења Градина y Расу, Новопазарски зборник 7, 1977, 37-54.
- Нови подаци са плана Београда из 1683. године, Годишњак града Београда 23, 1976, 33-57. /са Ж. Шкаламером/
- Велики бунар Београдске тврђаве, Годишњак града Београда 24, 1977, 31-37.
- Капије Смедеревског града, Старинар 28-29, 1977/78, 213-232.
- Средњовековна предграђа Београда, Годишњак града Београда 25, 1978, 121-131.
- Урбани развој Дорћола, Годишњак града БеоградаXXV, 1978, 221-253. /са Ж. Шкаламером/
- Манастир Павловац, Старинар XXX, 1979, 75-81.
- Средњовековна црква Успења Богородице y Београду, Зборник радова Народног музеја y Београду 9-10, 1979,497-512.
- Црквина y Тутину, Новопазарски зборник 3, 1979, 13-22.
- Monastere St. Pierre de Campo pres de Trebinje, Wissenschaftliche Mitteilungen des Bosnisch- hercegowinschen Landesmuzeum (WMBH), Band VI, Heft A, Sarajevo 1979, 271-282, pl. I-V.
- Crkvina a Panik, WMBH Band VI, heft A, Sarajevol979, 249-258, pl. I-XII.
- Прилог проучавању некрополе античког Сингидунума, Старинар XXX, 1979, 109-112.
- La résidence du Despot Đurađ Branković dans le Châtelet de la fortresse de Smederevo, Balcanoslavica 7, Prilep 1978, 101-112.
- Археолошка ископавања y манастиру Павловцима, Саопштења 13, Републички завод за заштиту споменика културе, 1981, 1 15-125.
- Чесма Мехмед паше Соколовића, Годишњак града Београда XXVII, 1981, 71-83.
- Археолошко рекогносцирање подручја општине Тутин, Новопазарски зборник 5, 1981, 21-31
- Истраживања y Дежеву, Новопазарски зборник 6, 1982, 5-18. /са Ј. Калић/.
- Остаци манастирског комплекса y Митрови код Тутина, Новопазарски зборник 6,1982, 23-30.
- Најстарија сачувана кућа y Београду из прве половине XVIII века, Годишњак града Београда 29, 1982, 27-41. /са Ж. Шкаламером/
- Ужички град на плановима 1737-1738. године, Ужички зборник 12, 1983, 65-98.
- Античко утврђење на Шарском кршу код Дуге Пољане, Новопазарски зборник 7, 1983, 5-14.
- Пројекти Николе Доксата де Мореза за реконструкцију београдских утврђења 1723-1725. године, Годишњак града Београда XXX, 1983, 39-57.
- Утврђење на Кули y Калудри, Новопазарски зборник 8, 1984, 11-18.
- Ordnance in the Defensive System of the Smederevo Fortress During the Fifteenth Century, Balcanoslavica 10, Prilep 1983, 107-127.
- Новопазарска утврђења на плановима XVIII-XIX века, Новопазарски зборник 9, 1985, 113-126.
- Medieval defansive Systems in the East part of Yugoslavia, Balcanoslavica 11-12, Prilep 1985, 11-32.
- Нови резултати истраживања средњовековног Paca, Гласник Српског археолошког друштва 3,1986, 209-212.
- Црква y Дежеву, Старинар XXXVI, 1986, 115-149./са Ј. Калић/
- Нови резултати истраживања приобалних утврђења Београдске тврђаве, Саопштења XVIII, Републички завод за заштиту споменика културе, 1986, 181-198.
- Увозна трпезна керамика y Расу, Новопазарски зборник 11, 1987, 21-36.
- Београдска тврђава и могућности реконструкције према исходима досадашњих истраживања, у: Београд y прошлости, садашњости и Будућности, САНУ, Научни скупови1988, 23-47.
- Подграђе града Раса, Саопштења XIX, Републички завод за заштиту споменика културе, 1987,147-161.
- Остаци манастира на локалитету Црквина y Тутину, Рашка баштина 3, Краљево 1988, 51- 68.
- Кузмичево и Шароње y прошлости, Рашка баштина Kраљево 1988, 51-68. /са Ј. Калић/.
- Светиња, нови подаци о рановизантијском Виминацијуму, Старинар XXXVII, 1988, 1-37.
- Južac kod Sopoćana, Arheološki pregled 27,Ljubljana 1986/1988, 115-1 18.
- Рељина градина код Новог Пазара, Гласник друштва конзерватора Србије 12, 1988, 66-68.
- Град Браничево y средњем веку, Старинар XXXIX, 1989, 125-179. /са В. Иванишевић/
- Ново Брдо - сазнања и могућности, Гласник Српског археолошког друштва 5, 1989, 51-54.
- Настанак и развој утврђења y Ужицу, у: Историја Т. Ужица I, 1989, 241-254.
- Importation et production locale de céramique a Ras (fin de XI - debut XIII siècle), in: Recherches sur la céramique Byzantine, Bulletin de correspondance hellenique, Supllement XVIII, Atina 1989, 119-130.
- Утврђења Моравске Србије, y: Ceemu кнез Лазар - Споменица о шестогодишњици Косовског боја 1389-1989, Београд 1989, 71-87.
- Uticaj pojave topova na razvoj odbrambenih sistema srednjovekovnih gradova u Bosni, in: Bosna i Hercegovina u tokovima istorijskih i kulturnih kretanja u Jugoistocnoj Evropi, Sarajevo 1989, 99-110.
- Место и значење тврђаве Pac y XI-XII веку, Новопазарски зборник 13, 1990, 47-48.
- Les sceaux byzantins de la region danubienne en Serbie, Studies in byzantine Sigillographie 2, Dumbarton Oaks Research Library, Washington D.C., 1990, 213-234. /sa Lj. Maksimovićem/
- Хаџи Хасан агина џамија y Београду, Годишњак града БеоградаXXXVII7/1990, 1991, 89-97.
- Турбе y Горњем граду Београдске тврђаве, Годишњак града Београда XXXVIII, 1991, 61-70.
- Les Sceaux byzantins de la region danubienne en Serbie, II, La collection du Musee National de Belgrade, Studies in byzantine sigillography 3, Dumberton Oaks Research Library, Washington D.C., 1993, 113-142. /sa Lj. Maksimovicem/
- Западна капија Горњег града Београдске тврђаве, Саопштења XXIV, Републички завод за заштиту споменика културе, Београд 1992, 177-192.
- Себечево и Слатина - остаци средњовековних насеља, некропола и црквина, Новопазарски зборник 15, 1991, 13-38.
- Стамбол капија Београдске тврђаве, Гласник Друштва конзерватора Србије 16, 1992, 134-137.
- Les fortresses du systeme defensif byzantin en Serbie au XI-XII siecle, Starinar XLII/1991,Beograd 1993, 169-185.
- Околина манастира Сопоћани, Новопазарски зборник 17, 1993,7-26.
- Зграда страже на Великом равелину Београдске тврђаве, /са Р.Божовић/, Гласник Друштва конзерватора Србије 18, 1994, 133-137.
- Грбови најавним здањима Београда I, Годишњак града Београда 40-41, 1994, 107-121.
- Подручје средњовековне Глухавице, Ноеопазарски зборник 19, 1995, 69-88.
- Два ликовна извора о Ужичком граду, Ужички зборник 23, 1994. 79-90.
- Средњовековне тврђаве y Босни и Херцеговини, Зборник за историју Босне и Херцеговине 1, САНУ, Београд 1995, 33-56.
- Грбови на јавним здањима Београда II, Годишњак града Београда 42, 1995, 59-77.
- Манастир Св. Варваре на Рељиној градини код Новог Пазара, Саопштења XXVII-XXVIII, Републички завод за заштиту споменика културе, Београд 1995/96, 95-121.
- Запис о Београдској тврђави, у: Прича о Београду /библиофилско издање/, Југословенска књига, Београд 1996, 91-99.
- Les forteresses dans les regions des conflits byzantino-serbes au XlVe siecle, in: Byzantium and Serbia in 14th Century, Atina 1996, 67-87.
- Грбови на јавним здањима Београда III, Годишњак града Београда XLIII, 1996, 225-244.
- La forteresse de Slankamen, Старинар XLVII, 1996, 155-168.
- Остаци античког Сингидунума y урбаном језгру савременог града, Наслеђе 1, Завод за заштиту споменика културе града Београда, Београд 1997, 11-24.
- Antički Singidunum - dosadašnji rezultati i mogućnosti daljih istraživanja, Singidunum 1, Beograd 1997,1-20.
- Fortifications of Belgrade, Yugoslavia, in: Secular Medieval Architecture in the Balkans 1300- 1500. and Its Preservation, (ed. S. Ćurčić, E. Hadjitryphonos), Thesaloniki 1997,128-131.
- Сухозидне и земљано-палисадне фортификације y српско-византијским сукобима крајем 11. века, Зборник радова Византолошког института 36, 1997, 119-138.
- Владарски и властеоски двор y средновековној Босни /Rulers and Nobilities Courts in Medieval Bosnia/, Зборник за ucmopujy Босне u Херцеговине 2, САНУ, Београд 1997, 1-34.
- Royal Palace Bobovac, Bosnia and Herzegovina, in: Secular Medieval Architecture in the Balkans 1300-1500. and Its Preservation, (ed. S. Ćurčić, E. Hadjitryphonos), Thesaloniki 1997, 270-271.
- Royal Palace in Jajce, Bosnia and Herzegovina, in: Secular Medieval Architecture in the Balcans 1330-1500. and Its Preservations, (ed. S. Ćurčić, E. Hadjitryphonos), Thesaloniki 1997, 272-273.
- Episcopal Palace, Belgrade, Yugoslavia, (sa G. Simić), in: Secular Medieval Architecture in the Balcans 1300-1500. and Its Preservations, (ed. S. Curčić, E. Hadjityiphonos), Thesaloniki 1997, 276-277.
- The Early Byzantine Basilica at Ras, Старинар XLVIII, 1997, 91-107.
- Les villes medievale serbe - development et forme, (ed. V. Sedov) Проблеми славннскоп археологии, Труди VIмеждународного конгреса словенскои археологии, TOM I, Москва 1997, 33-41.
- La ceramique importe dans les forteresses byzantines de Serbie au XHe siecle, in : The Balkans and the Eastern Mediterranean 12th-17th centuries, Athens 1998, 185-198.
- Истраживања средњовековних утврђења и проблеми презентације остатака архитектуре, Гласник Друштва конзерватора Србије 22, 1998, 36-38.
- Пећинска лавра архангела Михаила y Расу (са Д. Поповић), Новопазарски зборник 22, 1998,15-61.
- Cliff Laura of the Monastery of the Holy Archangels at Ras, (sa D. Popović) Старинар XLIX, 1998,103-130.
- Савско шеталиште ca великим степеништем на Калемегдану, Наслеђе 2, 1999, 53-72, (ca Р. Божовић)
- Јужна капија Горњег града Београдске тврђаве /The Southern Gate of the Upper Town of the Belgrade Forteress/, Саопштења XXX-XXXI, Републички завод за заштиту споменика, 1998/99, 71-97.
- Владарски дворови првих Немањића y Расу /The royal residence of Stefan Nemanja in Ras/, y: (yp. J. Калић) Зборник ”Стефан Немања-Свети Симеон Мироточиви" Београд 2000, 233- 246.
- Комплекс y Липовцу - проблем проучавања властеоског боравишта y средњовековној Србији, Зборникрадова научног скупа “Манастир св. Стевана y Липовцу – 6 векова”, Алексинац 1999, (објављено 2002), 23-32.
- Путеви и странпутице y грађењу "историјског лика" Београдске тврђаве, Годишњак града Београда XLV-XLVI/1998-1999, Бдеоград 2002, 283-296.
- Тврђаве y областима српско-византијских сукоба током прве половине 14. века, Новопазарски Зборник 24, 2000, 7-29.
- Ка проблему средњовековних цркви Смедеревског града, Старинар L, 2000, 201-219.
- Истраживања y Мокрој Гори (са Д. Поповић), Ужички зборник 27/1998, 2001, 5-28.
- Окружни суд и VII пуковска окружна команда у Београду, Наслеђе 3, 2001, 193-198.
- Дом Народне скупштине (са Г. Гордић), Наслеђе 3, 2001, 85-88.
- Краљ капија Београдске тврђаве, Наслеђе 3, 2001, 9-37.
- Средњовековни Добрун, Старинар LII/2002, 2003, 93-116.
- Властеоски комплекс y Липовцу, Саопштења XXXIV, Републички завод за заштиту споменика културе, 2002, 157-177.
- Касноантичко наслеђе y Полимљу - проблеми истраживања, Милешевски записи 5, Пријепоље 2002, 9-29.
- Здање Народне скупштине, Наслеђе 4, 2002, 9-34.
- Грбови на јавним здањима Ужица, Гласник друштва конзерватора Србије 27, 2003, 105- 108.
- Хералдички симболи на згради Начелства и Суда округа Смедеревског, Гласник Друштва конзерватора Србије 28, Београд 2004, 127-130.
- Црквина Ружица крај врела Требишњице, Зборник за историју Босне и Херцеговине 4, САНУ, Београд 2004, 67-79.
- Утврђења земље Павловића, Зборник радова научног скупа ”3емља Павловића - средњи вијек и период турске владавине ”, Бањалука - Српско Сарајево 2003, 91-112.
- Леополдова капија Београдске тврђаве са суседним бастионима, Наслеђе 5, Beograd 2004, 36-52.
- Двор владара и властеле, у: Приватни животу српским земљама средњег века, Clio, Београд 2004, 29-63.
- Живот на селу (са Г. Милошевић), у: Приватни живот y српским земљама средњег века, Clio, Београд 2004, 64-79.
- Вештина ратовања и живот војника, у: Приватни живот y српским земљама средњег века, Београд 2004, 218-241.
- Београд y немачким путовођама крајем 19. и почетком 20. века, у: (ур. Ћ. Костић) Са бедекером no Југоисточној Европи, Београд 2005, 49-66.
- Проблеми истраживања средњовековног наслеђа y Полимљу, Старинар LV/2005, Београд 2006,181-195.
- Државни грб Србије на здању Првостепеног суда y Јагодини, Гласник Друштва конзерватора Србије 29, 2005, 114-117.
- Трагови једне београдске некрополе 17. века, Наслеђе 6, Београд 2005, 213-226.
- Остаци манастирског комплекса y Житину, Милешевски записи 6, 2005, 77-88.
- Остаци цркве Св. Николе на Паштровској Гори, Гласник Друштва конзерватора Србије 30, 2006, 85-87.
- Nekropol’t na c’rkvata sv. Nikola v Staničene, u: (ed. V. Gjuzelev) B ’lgarija i S’rbija v konteksta na vizantiiskata civilizacija, Sofija 2005, 229-246.
- Le village en Serbie medievale, /sa Lj. Maksimovićem/ in: Les Villages dans V Empire byzantin /IVe-Xve siecle/, ed. J. Lefort, S. Morrisson, et J. P. Sodini, Paris 2005, 329-349.
- Замак y српским земљама позног средњег века, Зборник радова византолошког института 43, 2006, 189-207.
- Az 1456-os nandorfehervari gyozelem, Bacsorszag 2006/2, Szabatka 2006, 2-10.
- Комплекс Сахат капије, Наслеђе 7, 2006, 9-36.
- Les funerailles du ktitor, aspect archéologique, Proceedings of the 21st International Congress of Byzantine Studies, Vol I, Plenary Papers, London 2006, 99-130.
- Кула Небојша ca делом Приобалног бедема и Воденом капијом II, Наслеђе 8, 2007, 9-28.
- Смедеревски град-проблеми истраживања и обнове, Смедеревски зборник 7, 2007, 29-41.
- Манастирски комплекс y Урошевици – први резултати истраживања, Милешевски записи 7, Пријепоље 2007, 25-30.
- Kапије средњовековног Сзталаћа, у: Д. Минић, О. Вукадин, Средњовековни Сталаћ, Београд, 2007, 268-283.
- Археолошка сведочанства o ктиторским сахранама y средњем веку, Новопазарски зборник 2007, 15-47.
- Соко град над Шћепан пољем - замак са задужбинама Косача, у : Зборник радова научног скупа“ Шђепан поље и и његове светиње кроз вјекове“, Беране 2010, 17 – 60.
- Задужбина и гроби храм Херцега Стефана на Заграђу под Сокоградом, Саопштења XL/2008, Београд 2009, 89 – 112.
- Црква Светог Стефана на Шћепан пољу, (са С. Вукадиновић) Старинар LVII, Београд 2009, 137-174.
- Нова сазнања о горњоградском Југоисточном бедему, Наслеђе 9, 2008, 89 – 104.
- An example of anchoritic monasticism in the Balkans: the monastery complex at Kaludra near Berane /sa D. Popovic/, in: Archaeologia Abrahamica, Москва 2009, 313-332.
- Црква Тројана y Прошћењу код Мојковца, Гласник Друштва конзерватора Србије 33,

2009, 108-110.
- Сава капија Београдске тврђаве, Наслеђе 10, 2009, 65-76.
- Комплекс Житинског манастира y Полимљу, Саопштења XLI, Републички завод за заштиту споменика културе, Београд 2009, 25-44.
- Belgrade Fortress: A Link Between Past and Future, Stockholm-Belgrade - "Sustainable Development and Role of Humanistic Disciplines”, SANU, Beograd 2009, 77-82.
- Трагови резиденцијалних здања средњовековног Београда, Наслеђе 11, 2010,137-146.
- На путу од Беча до Цариграда, Саопштења XLII, Републички завод за заштиту споменика културе, Београд 2010, 65-112.
- Рестаурација и ревитализација Београдске тврђаве, у: Очување градитељског наслеђа – стварно и могуће, Завод за заштиту споменика културе, Београд 2010,
- Смедеревски град, етапе грађења и значење, у: ( ур. М. Спремић.) Пад српске деспотовине 1459. године,САНУ научни скупови, књига CXXXIV, Београд 2011, 373-390.
- Remanier la capitale: techniques et fonctions, in: (ed. S.Marjanović-Dušanić et Bernard Flusin ) Remanier, metaphraser - fonctions et tehniques de la reecriture dans le monde bizantin, Belgrade 2011, 257-283.
- The Forts of Belgrade in the 15th century, in: (Zs. Visy ed.) The Noon Bell in Hungary and the World, Budapest 2011, 27-37.
- Источно подграђе, Наслеђе12, Београд 2011, 9-32.
- Прилог проучавању београдске српске вароши - Стара Саборна црква и Митрополитски двор, Глас CDXX (Зборник посвећен В. Крестићу), САНУ, Београд 1012, 147 – 170.
- Студеница, у: Даривање и задужбинарство, Дани европске баштине 2012, Краљево 2012, 37 – 48.
- Капија цара Карла VI, Наслеђе XIII, Београд 2012, 9 -25.
- Западна грађевина манастира Дечани (са С. Хаџић), Саопштења XLIV, 2012, 79 – 101.
- The funerary Church of the Monastery of Žiča, Starinar LXIII, 2013, 173 -190.
- Fortifikacije Beogarda u 15. veku, in: V. Zsolt, ed. Podnevno zvono u Mađarskoj i svetu. Zrinyi kaido, Budimpešta 2013, 27 -38.
- Гробови црквених поглавара у манастиру Жичи, (са Д. Поповић), Саопштења XLV, 2013, 27 - 49.
- Београдска Видин капија, Наслеђе XIV, 2013, 9 - 27.
- The funerary church of the monastery of Žiča – а contribution to study of medieval monastic burial in Byzantium and Serbia, Starinar LXIII, 2013, 173 – 190.
- Прилог проучавању топографије византијског Београда у 11 и 12. веку, Зборник радова Византолошког института 50/1, 2013, 461 – 478.
- Фунерарна функција Спасове цркве у Жичи (са Д. Поповић), Ниш и Византија XII, 2014, 347-360.
- Утврђење манастира Студенице, у: Владар, монах и светитељ: Стефан Немања-преподобни Симеон Мироточиви и српска историја и култура (1113-1216), Београд – Беране 2016, 509 -524.
- Студеничка здања краља Милутина, у: Манастир Студеница – 700 година Краљеве цркве, Београд 2016, 197-214.
- Мироточиви гроб светог Симеона у Студеници, (са Д. Поповић), Зборник радова Византолошког института 52, 2015, 237- 258.
- Погребения правителей в средневековой Сербии, Владимирский Сборник. Материалы международных научных конференций «I и II Свято-Владимирские чтения», Отв. ред. В. В. Майко и Т. Ю. Яшаева, ИД «РОС-ДОАФК», Калининград 2016, 203-217.
- Манастирски комплекс у Калудри код Берана, ( са Д. Поповић), у: Зборник у част академику Десанки Којић Ковачевић, Бања Лука 2015, 427-447.
- Келије манастира Светог Николе у Дабру (са Д. Поповић), у: ПЕРИВОЛОС, Зборник у част М. Живојиновић, Београд 2015, 177-187.
- Северна капија средњовековног подграђа на Сави, Наслеђе XVII, Београд 2016, 9-26.
- From the Roman caslel to the Serbian Medieval city, Processes of byzаntinisation and serbian archeolaeology, Belgrade 2016, 53 – 66.
- The cosmopolitan milieu of Serbian towns, Processes of byzаntinisation and serbian archeolaeology, Belgrade 2016, 151 – 158.
- Од ромејског кастела до српског средњовековног града, Процеси визатинизације и српска археологија, Београд 2016, 53-66.
- Космополитска средина српских градова, Процеси визатинизације и српска археологија, Београд 2016, 151-158.
- Средњовековне сахране у цркви манастира Бањска, Саопштења XLVIII.,Београд 2016, 23 - 54.
- Цитадела града Новог Брда, Гласник ДКС 40, 2016, 74 - 80
- Остаци једне средњовековне оставе из Новог Брда (са В. Бикић), Зборник Народног музеја XX, 2017,
- Siege of Belgrade in 1521 and restoration of fortification after coinquest, Belgrade 1521 – 1867, ed S. Rudić, S. Aslantaš, Belgrade 2018, 5–26.
- The Bating chamber in the Castle of Novo Brdo, Starinar LXVIII, Beograd 2018, 175 – 190.
- Милешевске испоснице (са Д. Поповић), Саопштења L, 2018, 9 - 32..
- Барокна реконструкција Београда , Барокни Београд, преображаји 1717 - 1739 (ед. В. Бикић), Београд 2019, 38- 59.
- Почеци барокне војне архитектуре на Београдској Тврђави, Барокни Београ, преображаји 1717 - 1739 (д (ед. В. Бикић), Београд 2019, 96 - 109.
- Baroque Reconstruction of Belgrade, Baroque Belgrade, transformation 1717 – 1739, (ed. V. Bikić), Belgrade 2019, 38 – 59.
- Beginnings of Baroque Military Archtecture il the Belgrade Fortress, Baroque Belgrade, transformation 1717 – 1739, (ed. V. Bikić), Belgrade 2019, 96 – 110.
- Латинске цркве средњовековног града Новог Брда, Ниш и Византија XVII, Niš 2019, 245 -256.
- Сашка црква у Новом Брду – Santa Maria in Novomonte, Старинар LXIX, 2019, 319 - 48.
- Истраживања Југоисточног бедема Горњег Града, Пролом – Сектор средњовековне куле 2, Наслеђе ХХ, 2019, 25 – 39.

Прилози са извештајима о теренским археолошким истраживањима
- Stojnik, Sopot, Beograd-srednjovekovna crkva, Arheološkipregled 8, 1966, 170-171.
- Panik, Crkvina-kasnoantička arhitektura i srednjovekovna crkva, Arheološkipregled 9, 1967, 144-146.
- Vrelo Trebišnjice, Crkvina Ružica, Arheološki pregled 9, 1967, 161-162.
- Orah, Crkvina, Arheološkipregled 9, 1967, 162-163.
- Beograd, Utvrđenje beogradskog grada, /sa G. Marjanović-Vujović/, Arheološki pregled

1968, 198-202.
- Crkva Sv. Petra u Dživaru kod Trebinja, Arheološki pregled 10, 202-203.
- Beogradska tvrđava, Severoistočni bedem Donjeg grada, Arheološki pregled 11, 1969, 243-246.
- Singidunum, Beograd, lok. ul. Majke Jevrosime - nekropola, Arheološkipregled 13, 1971,73-74.
- Beogradska tvrđava, Severoistočni bedem Gornjeg grada, Arheološki pregled 13, 1971, 94-99.
- Singidunum, Beograd, lok. Uzun Mirkova 14, civilno naselje, Arheološki pregled 14, 1972, 64.
- Singidunum, Beograd, lok. Tašmajdan - nekropola, Arheološki pregled 14, 1972, 64-65.
- Singidunum, Beograd, lok. ul Kneza Miloša - nekropola, Arheološki pregled 14, 1972, 65-66.
- Utvrdenja beogradskog grada, Jugoistočni bedem Gornjeg grada, Arheološki pregled 14, 1972, 134-137.
- Grocka, lok. Rančićeva kuća, Arheološki pregled 15, 1973, 12-13.
- Singidunum, Beograd, Rimski kastrum - Dizdareva kula, Arheološki pregled 15, 1973, 43-44.
- Utvrdenja beogradskog grada, Jugoistočni bedem gornjeg grada, Arheološki pregled 15, 1973, 89-91.
- Manastir Pavlovac u Koraćici, Arheološki pregled 15, 1973, 125-127.
- Konjiša na Ceru - ranovizantijsko utvrđenje /sa M.Vasiljević/, Arheološki pregled 16, 1974, 111-112.
- Utvrdenja Beogradskog grada, Jugozapadni bedem Gornjeg grada i kula II Zapadnog podgrada, Arheološki pregled 16, 1974, 115-117.
- Manastir Pavlovac u Koraćici, Arheološki pregled 16, 1974, 132-133.
- Ras, Gradina - srednjovekovno utvrđenje, /sa D.Pribaković/, Arheološki pregled 16, 1974, 137-139.
- Ras, Gradina - srednjovekovno utvrđenje, Arheološki pregled 17, 1975, 139-141.
- Vranić - crкva brvnara, Arheološki pregled 17, 1975, 157-159.
- Smederevska tvrđava - Mali grad, Arheološki pregled 18, 1976, 115-121.
- Ras, Gradina - srednjovekovno utvrđenje, Arheološki pregled 18, 1976, 148-150.
- Beogradska tvrđava, Dunavska padina, Arheološki pregled 19, 1977, 101-103.
- Ras, Gradina - srednjovekovno utvrđenje, Arheološki pregled 19, 1977, 103-106.
- Smederevska tvrđava - Mali grad, Arheološki pregled 19, 1977, 110-111.
- Beograd, Singidunum - sondažno istraživanje područja Dorćola, Arheološki pregled 20, 1978, 56-58.
- Beogradska tvrđava, Donji grad - podnožje Dunavske padine, Arheološki pregled 20, 1978, 113-117.
- Beograd, Sondažno arheološko istraživanje Dorćola, Arheološki pregled 20, 1978, 117-121.
- Ras, Gradina - srednjovekovno utvrđenje, Arheološki pregled 20, 1978, 123-125.
- Beogradska tvrđava, podnožje Dunavske padine,  Arheološki pregled 21, 1979, 147-149.
- Crkvina, Tutin, Arheološki pregled 21, 1979, 157-160.
- Ras, Gradina-srednjovekovno utvrđenje, Arheološki pregled 21, 1979, 172-174.
- Deževo kod Novog Pazara, lok. Nemanjina česma /sa J. Kaliс/ Arheološki pregled 22, 1980, 163-164.
- Извештај ca археолошких истраживања 1981. године на Расу-Градини, Новопазарски зборник 5, 1981, 109-112.
- Karaula - tursko utvrđenje, Т. Užice, Arheološki pregled 23, 1982.
- Beogradska tvrdava, Donji grad - Podnožje Dunavske padine, Arheološki pregled 23, 1982, 132- (sa V. Ivaniševićem).
- Ras - Gradina, srednjovekovno utvrđenje, Arheološki pregled 23, 1982, 136-140.
- Crkvina u Tutinu, manastirski kompleks, Arheološki pregled, 23, 1982, 165-168.
- Рас - Градина, средњовековно утврђење, Новопазарски зборник 6, 1982, 235.
- Црквина y Тутину - Извештај са завршних археолошких истраживања 1982. године, Новопазарски зборник 6, 1982, 236.
- Извештај о рекогносцирању и сондирању археолошких локалитета на подручју општине Тутин, Новопазарски зборник 7, 1983, 157-160.
- Рас -Градина, средњовековно утврђење, Новопазарски зборник 7, 1983, 161-162.
- Рас - Градина, средњовековно утврђење, Новопазарски зборник 8, 1984, 245-250.
- Извештај са рекогносцирања и сондирања археолошких локалитета на подручју општине Тутин, Новопазарски зборник 8, 1984, 245-250.
- Рас - касноантичко и средњовековно утврђење, Новопазарски зборник 9, 1985, 217-220.
- Прелиминарна сондажна истраживања y области средњовековног Раса, Новопазарски зборник 9, 1985, 229-232.
- Извештај са рекогносцирања и сондирања археолошких локалитета на подручју општине Тутин, Новопазарски зборник 9, 1985, 237-240.
- Београдска тврђава, Приобални бедем Доњег града, Археолошки преглед 24, 1985, 123-130.
- Рас-Градина, средњовековно утврђење и некропола са црквом, Археолошки преглед 24, 1985, 131-136. /са В. Јовановићем/
- Црквина y Тутину, Археолошки преглед 24, 1985, 170-171.
- Извештај са рекогносцирања и сондирања археолошких локалитета на подручју општине Тутин, Новопазарски зборник 10, 1986, 229-234.
- Рас - касноантичко и средњовековно утврђење II, Новопазарски зборник 10, 1986, 227-228.
- Прелиминарна истраживања археолошких налазишта y области средњовековног Paca, II део, Новопазарски зборник 10, 1986, 234-235.
- Рас - касноантичко и средњовековно утврђење III, Новопазарски зборник 11, 1987, 203-206.
- Прелиминарна истраживања археолошких налазишта y области средњовековног Paca III, Новопазарски зборник 11, 1987, 215-218.
- Извештај са сондажних археолошких истрааживања на подручју општине Тутин, Новопазарски зборник 11, 1987, 219-220.
- Рас - касноантичко и средњовековно утврђење IV, Новопазарски зборник 12, 1988, 137-140.
- Рељина градина код Новог Пазара, Новопазарски зборник 12, 1988, 141-144.
- Прелиминарна истраживања археолошких налазишта y области средњовековног Paca IV, Новопазарски зборник 12, 1988, 155-158.
- Рас - касноантичко и средњовековно утврђење V, Новопазарски зборник 13, 1989, 219-220.
- Рељина градина код Новог Пазара II, Новопазарски зборник 13, 1989, 217-218.
- Рас - касноантичко и средњовековно утврђење VI, Новопазарски зборник 14, 1990, 167-173.
- Археолошка истраживања y Студеници, Гласник Друштва конзерватора Србије 14, 1990, 83-86.
- Рас - касноантичко и средњовековно утврђење VII, Новопазарски зборник 15, 1991, 193-195.
- Археолошка истраживања y Студеници II, Гласник Друштва конзерватора Србије 15, 1991, 44-48.
- Рас - касноантичко и средњовековно утврђење VIII, Новопазарски зборник 16, 1992, 183-186.
- Рас - касноантичко и средњовековно утврђење IX, Новопазарски зборник 18, 1994, 237-239.
- Манастир Студеница, извештај о археолошким радовима 1994. Гласник друштва конзерватора Србије 19, 1995, 74-75.
- Велика градина y Врсеницама I, (са Д. Премовић) Новопазарски зборник 19, 1995, 307-310.
- Рас - касноантичко и средњовековно утврђење, Новопазарски зборник 19, 1995, 311-312.
- Велика градина y Врсеницама II, (са Д. Премовић) Новопазарски зборник 20, 1996, 179-181.
- Градина у Врсеницама, касноантичко и раносредњовековно утврђење, (са Д. Премовић), Старинар 47, 1996, 306-308.
- Тврђава Рас, Старинар 47, 1996, 308-309.
- Комплекс манастира Студенице, СтаринарXLVII, 1996, 311-313.
- Археолошка истраживања y Студеници III, Гласник Друштва конзерватора Србије 22, 1998,53-56.
- Велика градина y Врсеницама III, (са Д. Премовић), Новопазарски зборник 24, 2000, 317- 325.
- Велика градина y Врсеницама IV, (са Д. Премовић), Новопазарски зборник 25, 2001, 389- 392.
- Београдска тврђава, Приобални бедем - део између куле Небојше и Водене капије II. Гласник ДКС 31, 2007, 68-71.
- Југоисточни бедем Београдске тврђаве, (са Г. Илијићем), Гласник Друштва конзерватора Србије 32, 2008, 77-80.
- Истраживања  источном подграђу Београдске тврђаве, Гласник Друштва конзерватора Србије 34, 2010, 67-69.
- Археолошка истраживања y Студеници IV, Гласник Друштва конзерватора Србије 35, 2011, 83-85.

Енциклопедије и лексикони
- Likovna enciklopedija Jugoslavije 7, Zagreb 1984, - GRAD (sa G. Subotićem) 483-484.
- Лексикон српског средњег века (ур. С. Ћирковић и Р. Михаљчић) Београд 1999.
- АЛАТИ- 6-10; -БРАНИЧ-КУЛА- 62-63; -ГРАДАЦ- 124; -ГРАДИНА- 124; -ГРАДИШТЕ- 124- 125; -ДОНЖОН- 164; -КУЛА- 340-341 ; -САХРАЊИВАЊЕ (са Д. Поповић)- 650-651 ; - СТЕНА (бедем)- 707.
- Српска енциклопедија, I Том, књига 1, Београд 2010.
- Српска енциклопедија, I Том, књига 2, Београд 2011.
- Српска енциклопедија, II Том, Београд 2013
- Српска снциклопедија III Том 1Београд 2018.

Прикази
- Towns in medieval Hungary, ed. L. Gerevich, Budapest 1990, Cmapuнap 42, 1991, 205-208.
- M. Цуњак, Смедеревска тврђава, Смедерево 1998, Cmapuuap 50, 2000, 319-323.
- Културни идентитет Полимља, Гласник друштва конзерватора Србије 26, Београд 2002, 218-219.
- В. Кораћ, Мартинићи - остаци раносредњовековног града, Зограф 29, 226-229.
- Д. Минић, О. Вукадин, Средњовековни Сталаћ, Саопштења 40, Републички завод за заштиту споменика, 2008, 333-335.

Критике
- М. Цуњак, Бронзани свећњаци и кадионице из Смедеревске тврђаве, Саопштења 29/1997, Cmapuuap 51/2001, Београд 2002, 193-194 ( ca В. Бикић)

Чланци y дневној и недељној штампи
- Beogradska tvrđava kroz vekove 1, Rimski legijski logor, Front br. 47,9.10.1981.
- Beogradska tvrđava kroz vekove 2, Nastanak srednjovekovnog utvrđenja, Front 42, 1981.
- Beogradska tvrđava kroz vekove 3, Srpski utvrđeni grad, Front br. 43, 1981.
- Beogradska tvrđava kroz vekove 4, Na braniku Evrope, Front br. 44, 1981.
- Beogradska tvrdava kroz vekove 5, Izmedu Turske i Austrije, Front br. 45, 1981.
- Beogradska tvrđava kroz vekove 6, Medu najmodernijim utvrdama Evrope, Front br. 46.
- Ратови и одликовања, Београдски видици 4, јул-август 1992.
- Грб Србије - подвала y државном врху, Београдски видици 2, април 1992.
- Римски бунар, Београдски видици 1, март 1992.
- Ишчезли храмови Београда, Београдски видици 3, мај-јун 1992.
- Споменици y Београду, Политика, 5. септембар 1991.
- Време промена и споменици, Политика 19. март 1992.
- Случај без преседана, Политика 17. новембар 1988.
- Грб кнеза Властимира ?, Политика 22. септембар 1991.
- Неуспела стилизација, Борба 12. септембар 1991.
- Srbija traži grb, Vreme , lO. jun 1991.
- Трагови бурне прошлости, Војска, Специјални прилог 19, Град победник, 20. октобар 1995.
- Kentrika Balkania, Kathimerini (Thessaloniki), specijalni dodatak, nedelja 5. mart 2000
- Хералдички симболи на згради Начелства и суда округа Смедеревског, Гласник Српског друштва за хералдику “Бели орао”, 4/1, јануар 2000, 1-3.
- Дворови српских деспота, Политика, културни додатак, 22. новембар 2003.
- Ишчезли храмови хришћанског Београда, Књижеени лист 13, 1. септембар 2003.
- Belgrade Forteress-Witness of a city’s History / Beogradska tvrdava-Svedok istorije grada, BelGuest, Belgrade Visitor's Magazine, Belgrade 2007, 42-45.
- Хроника једне ужичке породице, /фељтон y 20 наставака /недељник Вести, Ужице, 19. фебруар-9. јули 2010.

Каталози изложби
- Римски бунар, Завод за заштиту споменика културе града Београда, 1976.
- Београдска тврђава - изложба, Војни музеј, Београд 1990.
- Forteresse de Belgrade - exposition, Vojni muzej, Beograd 1990.
- The Forteress of Belgrade - exposition, Vojni muzej, Beograd 1990.
- Die Belgrader Festung - ausstellung, Vojni muzej, Beograd 1990.
- Средњовековна резиденција београдског митрополита - изложба, Библиотека града Београда1995.
- Улазни комплекс Београдске тврђаве - изложба, Завод за заштиту споменика културе града Београда 1997.
- Београдска тврђава и варош на старим плановима, Ј.П. Београдска тврђава, Београд, мај 2009.
- Тврђаве и остаци утврђених градова y Србији, Ј.П. Београдска тврђава, Београд, август 2009.
- Метаморфозе Београда - од оријенталног шехера до барокног утврђеног града, Ј. П. Београдска тврђава, Београд, јуни 2012.